# Dutch International 2015
Die Dutch International 2015 im Badminton fanden vom 16. bis zum 19. April 2015 in Wateringen statt. Es war die 16. Austragung der Titelkämpfe.

## Austragungsort
- Velohal, Noordweg 26

## Sieger und Platzierte
| Disziplin    | Gold                          | Silber                            | Bronze                                    |
| ------------ | ----------------------------- | --------------------------------- | ----------------------------------------- |
| Herreneinzel | Anders Antonsen               | Yuhan Tan                         | Erik Meijs                                |
| Herreneinzel | Anders Antonsen               | Yuhan Tan                         | Eric Pang                                 |
| Dameneinzel  | Lianne Tan                    | Soraya de Visch Eijbergen         | Sandra-Maria Jensen                       |
| Dameneinzel  | Lianne Tan                    | Soraya de Visch Eijbergen         | Mette Poulsen                             |
| Herrendoppel | Kasper Antonsen Oliver Babic  | Johannes Pistorius Marvin Seidel  | Peter Briggs Tom Wolfenden                |
| Herrendoppel | Kasper Antonsen Oliver Babic  | Johannes Pistorius Marvin Seidel  | Ruben Jille Jelle Maas                    |
| Damendoppel  | Gayle Mahulette Cheryl Seinen | Myke Halkema Lisa Malaihollo      | Irina Amalie Andersen Amalie Hertz Hansen |
| Damendoppel  | Gayle Mahulette Cheryl Seinen | Myke Halkema Lisa Malaihollo      | Iben Bergstein Line Fleischer Nielsen     |
| Mixed        | Kasper Antonsen Amanda Madsen | Maja Rindshoej Kristoffer Knudsen | Ilse Vaessen Jelle Maas                   |
| Mixed        | Kasper Antonsen Amanda Madsen | Maja Rindshoej Kristoffer Knudsen | Marvin Seidel Linda Efler                 |